# Philipsburg, Pennsylvania
Philipsburg là một thị trấn thuộc quận Centre, tiểu bang Pennsylvania, Hoa Kỳ. Năm 2010, dân số của thị trấn này là 2770 người.